# Palazzo Miradois
Le Palazzo Miradois est un édifice monumental situé à Naples, dans la via Duomo, au numéro 152, pratiquement en face de la cathédrale.

## Description
À l'intérieur, les structures de l'église de Santo Stefanello, qui constitue le vestibule du palais, sont incorporées et clairement visibles. Le bâtiment, sur cour, est déjà représenté sur la carte d'Antoine Lafréry de 1566, conservée au musée San Martino à Naples. À l'époque (XVIe siècle), il appartenait aux Miranois (ou Miradois), nobles et juristes napolitains, très proches de la Cour vice-royale espagnole. La famille possédait également une maison sur la colline de Capodimonte (le bâtiment au XVIIIe siècle est devenue la Villa La Riccia), près de l'Observatoire astronomique, comme le rappelle la toponymie actuelle (salita Miradois).
Au fil des siècles, le palais a fait l’objet de modifications et d’ajouts. Parmi ceux-ci, l’escalier ouvert du dix-huitième siècle, d’une finition exquise, situé dans la cour datant de la fondation originale du bâtiment, accessible depuis le vestibule, est remarquable. Il comprend les doubles voûtes croisées à chapiteaux suspendus (XIVe siècle) de l'église perdue, rare exemple de l'art gothique à Naples. Dans une pièce du deuxième étage, il y a un plafond décoré de fresques attribuable à Crescenzo Gamba, également impliqué dans le Complesso dei Girolamini adjacent.
La construction de la Via Duomo, au XIXe siècle, n'a entraîné aucune modification de l'édifice, tandis que le Palazzo Como (XVe siècle), situé à proximité, faisait lui l'objet d'une reconstruction par anastylose.

## Usage actuel
Le bâtiment est en assez bon état et, en 2014, il a fait l'objet de travaux de restauration de la façade et du vestibule, une restauration étant encore nécessaire pour la cour intérieure et l'escalier.
Le bureau d'examen d'État de l'Université de Naples Frédéric II a été créé ici au deuxième étage dans les années 1980.
La restauration (2014) du portail a révélé, gravé sur les piliers, le double "R" destiné aux bâtiments de la réserve royale des résidences de la Couronne. En fait, à l’époque des Bourbons, le bâtiment était une maison pour les nobles et les notables de passage dans la capitale du royaume.